# Tochitură
La tochitură è uno stufato diffuso in Romania e Moldavia.

## Preparazione
Il piatto è in genere basato su spezzatino di carne bovina o suina. Esistono due varianti principali della ricetta, quella cucinata con la salsa di pomodoro e quella senza. La prima, più comune nei ristoranti, è meno legata alla tradizione. La versione più tradizionale della tochitură viene cucinata con lo strutto e, oltre allo spezzatino, vi compaiono salsiccia affumicata, aglio e varie frattaglie come fegato, polmone e cuore.

## Accompagnamento
La tochitură viene di solito servita accompagnandola con uova, telemea e/o mămăligă (la versione romena della polenta).